# Le Défi d'Atlantis

Le Défi d'Atlantis (Race for Atlantis en anglais) est un film IMAX 3D dynamique américain réalisé par Arish Fyzee en 1998, avec Michael Jeter. 

## L'attraction

### Histoire et technologie

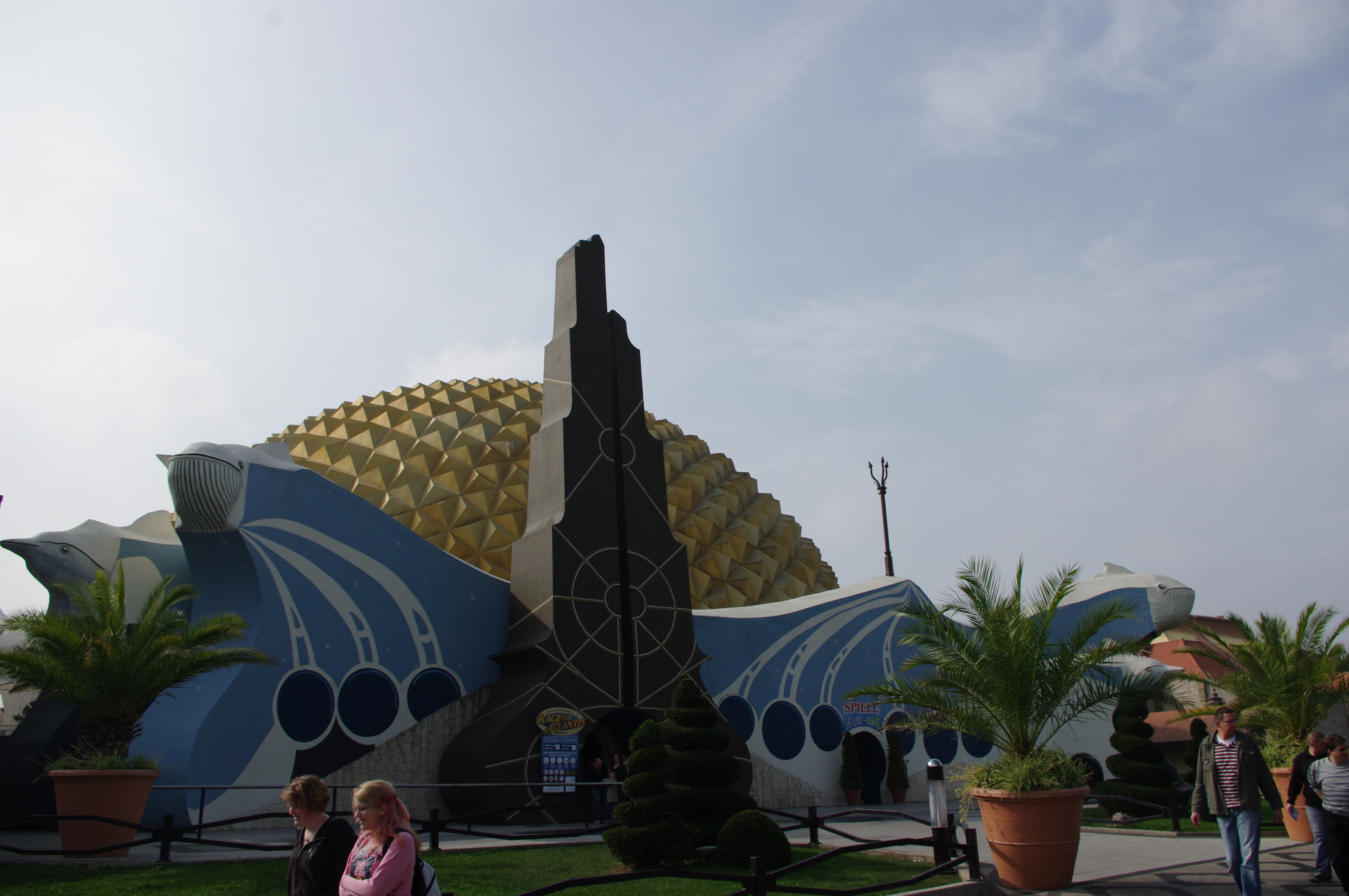
Dôme du cinéma dynamique à Phantasialand

Connu principalement en France car il fut projeté au Futuroscope, ce film donna son nom à l'attraction d'un pavillon du parc du Futuroscope, près de Poitiers. L'attraction du Futuroscope, un cinéma Imax 3D dynamique, a ouvert ses portes au public du 1er avril 2000 (date d'inauguration du pavillon) au 4 janvier 2009.
L'attraction combine un simulateur dynamique et la projection d'un film en 3D au format Imax sur un écran hémisphérique de type Omnimax. Il s'agit du procédé IMAX 3D dynamique, dont le seul autre exemplaire se situait dans la galerie commerciale d'un grand casino à Las Vegas.
Race for Atlantis fut d'abord projeté dans le Caesars Palace OMNIMAX Theater à The Forum Shops à Las Vegas, Nevada. Ce film fut diffusé dans le Caesars Palace du 15 janvier 1998 jusqu'en 2004.
Ce film est également diffusé, mais non projeté en relief, depuis 2006 dans un cinéma dynamique OMNIMAX à Phantasialand en Allemagne. Le cinéma et les installations construits par Simtec existent depuis 1994 mais il y était diffusé jusqu'en 2005 un autre film Asteroid Adventure se déroulant dans l'espace. L'attraction s'appelait alors Galaxy.

#### Le procédé de projection
Au Futuroscope, le film était diffusé en trois dimensions, ce qui implique le défilement de deux pellicules IMAX synchronisées.
Pour apprécier le relief du film, les visiteurs étaient équipés de paires de lunettes 3D à cristaux liquides, dotées de son individuel stéréo. Le film était projeté sur un écran hémisphérique de 900 m2 situé face aux spectateurs, couvrant un angle de projection proche de 180° (dôme OMNIMAX).
Après avoir été vu par près de 9 millions de spectateurs, le film Le Défi d'Atlantis n'est plus diffusé depuis la fermeture de l'attraction le 4 janvier 2009. Il est resté l'une des attractions les plus marquantes du Futuroscope dans la mémoire des amateurs du Parc comme dans celles des équipes du Parc. La pellicule IMAX de ce film a été découpée image par image, et des centaines d'images mises sous verre ont ainsi été proposées à la vente à l'entrée principale du Parc, dans la boutique Signes du Monde.

#### Les simulateurs
Au Futuroscope, la salle est équipée de quatre simulateurs construits par Thomson Entertainment, comportant chacun 25 places (5 rangées de 5 sièges). Chaque simulateur est animé par un groupe de trois vérins hydrauliques. Par mesure de sécurité, les spectateurs doivent attacher une ceinture de sécurité au niveau des hanches, puis rabattre une barre de sécurité individuelle au niveau du ventre. L'attraction est déconseillée aux personnes ayant des troubles médicaux (problèmes cardiaques, vertébraux…), sujettes au vertige ou au mal du transport, aux femmes enceintes. Elle est en outre inaccessible aux enfants mesurant moins d'1,20 m.

### L'histoire
Intitulé Race for Atlantis dans son appellation originale, le film dure environ 4 minutes. Entièrement réalisé en images de synthèse, il s'agit d'une course de chars volants, se déroulant tous les mille ans, sous l'œil de Poséidon, dans la mythique cité de l'Atlantide. Les champions sont appelés de toutes les régions de l'empire. Le char dans lequel les spectateurs sont « embarqués » doit remporter la course en passant à travers l'anneau d'arrivée, afin de sauver la cité de la destruction. Le diabolique char Ghastlius oppose une forte résistance et ne recule devant rien pour gagner.

## Fiche technique
- Production : Ellen Coss, Hart Getzen, Barry Kemper, Brian Rogers, Bradley J. Wechsler
- Sociétés de Production : Rhythm and Hues
- Technicien des effets spéciaux : Rhythm and Hues
- Durée : 4 min
- Pays de production :  États-Unis
- Aspect Ratio : 1,44 : 1
- Dates de sortie :
  - États-Unis : 15 janvier 1998
  - France : 1er avril 2000[1]

## Distinctions
- WAC
  - Victoire
    - Best Animation for Theme Park Ride Simulation[1]

## Le pavillonImax 3D Dynamique

Le pavillon Imax 3D Dynamique

L'Imax 3D Dynamique a été conçu par l'architecte français Denis Laming, comme les autres pavillons du Futuroscope.
L'édifice possède la forme d'un hypercube de 35 mètres de hauteur, représentation géométrique d’une quatrième dimension physique, évocation imaginaire de l'existence d'univers parallèles, du voyage dans le temps et l'espace. Cet hypercube aux vitrages translucides contient un cylindre de 32 mètres de diamètre, opaque, aux dégradés de bleu, évoquant la beauté de l'art. La nuit, un effet de lumière dynamique donne au cylindre l'impression qu'il tourne autour d'un axe vertical.
Le pavillon fut en travaux toute l'année 2009, pour l'arrivée d'un nouveau film dynamique, produit par Luc Besson, dans l'univers d'Arthur et les Minimoys, Arthur, l'Aventure 4D. Ce film, également en Imax 3D dynamique, est de plus agrémenté d'effets sensoriels, d'où l'appellation "4D". Des ascenseurs vitrés sont installés en façade afin de réduire la longueur de la file d'attente intérieure, se déroulant auparavant sur quelques étages de couloirs et d'escaliers. Le nouveau cheminement est ainsi décoré sur l'univers végétal et microscopique du film.
Le pavillon est à nouveau ouvert depuis le 19 décembre 2009.